# Lindernia mollis
Lindernia mollis é uma espécie botânica do gênero Lindernia pertencente à família Linderniaceae.